# Милена Стевановић
Милена Стевановић (Ресавица, 29. август 1959) радила као научни саветник Института за молекуларну генетику и генетичко инжењерство у Београду и редовни је професор Биолошког факултета Универзитета у Београду.

## Биографија
Рођена је 29. августа 1959. године у Ресавици. Основну школу завршила је у Бору, а гимназију у Београду (носилац Аласове дипломе за биологију). 

### Образовање
Природно-математички факултет (ПМФ), студијску групу Молекуларна биологија и физиологија, уписала је 1978. године, а дипломирала је 1983. са просечном оценом 9,29. Академско звање магистра биолошких наука стекла је 1987. након завршених последипломских студија на ПМФ-у, смер Молекуларна биологија и биохемија и одбране магистарске тезе под називом „Изоловање фрагмената хромозомалне ДНК који садрже гене за глобинске полипептиде пацова”. Докторску дисертацију под називом „Структурна анализа три хаплотипа бета фамилије гена за глобинске ланце хемоглобина пацова (Rattus norvegicus)” одбранила је 1990. на Биолошком факултету.

### Истраживачко искуство
Од 1986. запослена је у Институту за молекуларну генетику и генетичко инжењерство (ИМГГИ). У звање научни сарадник изабрана је 1991. године, у звање виши научни сарадник 1996, а звање научни саветник стекла је 2000. године.

### Радно искуство
Период 1991−1994. године провела је на последокторском усавршавању у Великој Британији. У периоду 1991−1992. боравила је у Краљевском институту за проучавање канцера (енгл. -{Imperial Cancer
Research Fund, London, UK}-). Стручно усавршавање у периоду 1992-1994. наставила је у Лабораторији за хуману молекуларну генетику, Одељења за генетику, Универзитета у Кембриџу (енгл. -{Genetics Department,
University of Cambridge, UK}-) којом је руководио проф др Peter N. Goodfellow. Боравак у Кембриџу био је омогућен стипендијом коју јој је доделио „The Wellcome Trust” за истраживачки пројекат „SOX genes: A
new family of genes related to the sex determining genе” (срп. SOX гени: нова фамилија гена сродних гену SRY који детерминише пол).
Након повратка у земљу основала је Лабораторију за хуману молекуларну генетику у Институту за молекуларну генетику и генетичко инжењерство, којом руководи од 1994. године. Сарадња са Универзитетом у
Кембриџу настављена је у периоду од 1995 до 1998. године. Компанија „Wellcome Trust” јој је 1995. одобрила нови пројекат под називом „Retinoic acid induction of the SOX3 gene” (срп. Активација SОX3 гена ретиноичном киселином). Овај пројекат јој је омогућио да у периоду од 1995-1998. године борави сваке године по 4 месеца у Кембриџу, тако да је настављена блиска сарадња са једном од водећих светских лабораторија из области хумане молекуларне генетике.
У периоду 1996-2006. године била је руководилац 2 пројекта из области основних истраживања
(„Клонирање и карактеризација хуманих SOX гена”; „Хумани SOX гени: проучавање структуре и регулације експресије”). Примена савремених експерименталних приступа омогућила је укључивање и у иновационе и примењене пројекте, тако да је у периоду 1996-1997. руководила иновационим пројектом под називом „Примена FISH-а у пренаталној дијагностици, детектовању наследних болести и малигној трансформацији”, a у периоду 1998-2000. руководила је потпројектом из области технолошких истраживања под називом „Увођење молекуларно биолошких поступака у генетичкој анализи особина од економског значаја код домаћих животиња и испитивање здравствене исправности намирница анималног порекла”. Тренутно руководи пројектом „Изучавање регулације експресије и функције хуманих SOX gена” које финансира Министарство за науку и технолошки развој (МНТРС). Такође, била је руководилац и два међународна пројекта („Retinoic acid induction of SOX3 gene expression”; „Regulation of human SOX18 gene
expression and its role in angiogenesis”) финансирана од стране Међународног центра за генетичко инжењерство и биотехнологију (ICGEB, Trieste, Italy).
Др Милена Стевановић учествује у извођењу наставе Биолошком факултету Универзитета у Београду. Јануара 1999. године изабрана је у звање доцента за предмет „Основи манипулације генима” који је самостално организовала и реализовала. Као координатор предмета „Молекуларна биологија гена”, од 2007. године укључена је у реализацију докторских студија Молекуларна биологија, коју организују Биолошки факултет, Институт за биолошка истраживања „Синиша Станковић” и ИМГГИ. Поред тога, од 2006. године др Милена Стевановић је ангажована на извођењу наставе на докторском студијском програму Молекуларна биологија, у оквиру кога је водећи наставник предмета Молекуларна биологија гена, а такође је учествовала као предавач и у извођењу наставе на предметима Методолошки приступи у молекуларној биологији и Молекуларна генетика болести човека.
У ИМГГИ-у је 1997 и 1999. године организовала практични курс под називом „Основи генетичког инжењерства: изоловање, обрада и електрофооретска анализа ДНК” који је за циљ имао обуку истраживача из сродних области (медицина, ветерина, пољопривреда..) за овладавање и примену метода рекомбинантне ДНК. Такође, 2005. године учествовала је и у реализовању међународног практичног и теоријског курса под називом „Theoretical and Practical Course: Molecular Diagnostics of Human Diseases”
(срп. Молекуларна дијагностика хуманих болести) у организацији ИМГГИ и ICGEB-а (енгл. -{International Centre for
Genetic Engineering and Biotechnology, Italy}-). На овом курсу, у коме је учествовало 18 учесника из 9 земаља, реализовала је обуку за примену флуоресцентне in situ хибридизације (FISH) у детектовању хромозомских аберација.

### Остале активности
У периоду 2004–2006. била је члан Савета Универзитета у Београду, а од 2001. до 2007. члан Комисије и Матичног одбора за биологију Министарства за науку и технолошки развој. Др Милена Стевановић изабрана је за дописног члана Српске академије наука и уметности 5. новембра 2009. године а за редовног члана Српске академије наука и уметности 5. новембра 2015. године.
Члан је редакционог одбора часописа „Balkan Journal of Medical Genetics” и била је рецензент научних радова у међународним часописима („Archives of Biological Sciences”, „Balkan Journal of Medical
Genetics”) као и у реномираним међународним часописима са SCI листе („International Journal of
Biochemistry and Cell Biology”, „BMC Neuroscience”, „BMC Genomics”).
Поред наставних активности на Биолошком факултету др Милена Стевановић је као организатор и/или предавач учествовала у програмима за перманентно образовање, и на курсевима у организацији професионалних удружења. Као предавач учествовала је и на симпозијумима континуиране медицинске едукације „Регенеративна медицина – европске тенденције“ (2010), „Регенеративна медицина, ткивно и генетичко инжењерство“ (2011) као и на симпозијуму „Истраживања у неуролошкој рехабилитацији“
(Трећи меморијални симпозијум „Петар Арежина“, 2014). Као члан Организационог одбора и предавач др
Милена Стевановић је учествовала у реализацији едукационог курса „Молекуларни приступи у анализи аберација хромозома у пренаталној и постнаталној дијагностици“ и који је одржан у Београду 2013. године.
У периоду 2006–2010. године била је руководилац пројекта из области основних истраживања
„Изучавање регулације експресије и функције хуманих SOX gена“. Од 2010. године руководи пројектом
„Проучавање молекуларних механизама укључених у одржавање плурипотентности и диференцијацију матичних ћелија“ који финансира научни фонд САНУ. Од 2011. године руководи пројектом „Проучавање сигналних путева и епигенетичких механизама укључених у контролу експресије хуманих SOX гена: даље расветљавање њихове улоге у одређивању судбине и диференцијације ћелија“ и учесник је на пројекту
„Етногенеза Срба у средњем веку: упоредна анализа историјско-културног наслеђа, генетичког материјала и предмета материјалне културе са аспекта аналитичке хемије“ које финансира Министарство за просвету, науку и технолошки развој (МПНТРС). У периоду од 2013. до 2015. године била је сарадник на заједничком пројекту САНУ и Мађарске академије наука под називом „Comparative studies on the in vitro neural differentiation of embryonic stem and embryonic carcinoma cells using expression profiling and cell
interaction analysis“.
У истом периоду била је учесник и члан надзорног одбора европског оквирног пројекта „Strengthening the
Research Potential of IMGGE through Reinforcement of Biomedical Science of Rare Diseases in Serbia – en
route for innovation – EC-FP7-REGPOT SERBORDISinn“.
У жижи интересовања Др Милене Стевановић и у овом периоду било је проучавање улоге SOX гена у молекуларним механизмима који контролишу плурипотентност, одређивање судбине и диференцијацију матичних ћелија. Део истраживања био је усмерен и на анализу улоге сигналних путева
(Sonic Hedgehog и Wnt) у регулацији експресије SОX гена и њихов утицај на пролиферацију, миграцију и инвазивност ћелија канцера. Поред тога, део научног рада др Стевановић односи се на изучавање диверзитета савремене српске популације базираног на филогенетској анализи секвенци митохондријалне ДНК, док је део њених истраживања био усмерен и на примену флуоресцентне in situ хибридизације у детекцији микроделеционих синдрома.
Бавила се и истраживањем потенцијалних антитуморских својства биоактивних метаболита изолованих из биљака и гљива кроз анализу ефеката на цитотоксичност, адхезију и миграторни потенцијал ћелија канцера.
Део активности у САНУ др Стевановић обављала је у оквиру рада Националног комитета за биоетику Комисије за сарадњу са Унеском Републике Србије са седиштем у САНУ чији је члан. У оквиру ових активности са рефератом учествовала је на регионалној конференцији „Ethical aspects of genetic
studies in biomedicine“ одржаној 2010. године у организацији Савета Европе и Националног комитета за биоетику. Активно је учествовала на скупу посвећеном обележавању 10 година активности овог Комитета одржаном 2013. године, као и на семинару „Ethical Aspects of Emerging Technologies and Genomics“, одржаном у Београду 2015 године.
Током 2015. године организовала је у САНУ циклусни пројекат „Гени и геном“ усмерен на најважније аспекте истраживања у области молекуларне генетике и геномике. Кроз серију предавања у којима је учествовала, представљена су најновија достигнућа у овим пољима и њихове примене. Циклус предавања имао је за циљ да ову интересантну тематику прикаже и приближи широј публици.
Др Милена Стевановић је у периоду 2010–2016 године била ментор у изради четири докторске дисертације, а била је и члан комисије за израду већег броја докторских дисертација, мастер теза и дипломских радова.
Поред научне и наставне каријере, др Стевановић је пружила допринос развоју академске и шире друштвене заједнице кроз рад у САНУ, комисијама Министарства за науку, професионалним и научним асоцијацијама, управним органима академских институција и у новије време као члан и потпредседник
Националног савета за науку Републике Србије.

### Област научног интересовања
Истраживања др Милене Стевановић обухватају област молекуларне генетике и у највећој мери су усмерена на клонирање и проучавање фамилија гена сисара са становишта структуре, организације и еволуције. У почетним фазама истраживања бавила се анализом фамилије гена за ß-глобинске попипептиде пацова. Ова истраживања показала су да, у поређењу са осталим сисарима, лабораторијски пацов има највећи број адултних ß-глобинских гена, који су организовани у три структурно различита хаплотипа који поседују 3 до 5 адултних ß -глобинских гена.
Даља истраживања била су усмерена на примену клонираних хуманих теломера за изазивање хромозомских прекида и стварање панела ћелијских линија које имају делеције дугог крака хуманог хромозома X. Ова истраживања пружила су основу за стварање вештачких хромозома сисара, који би представљали изванредан систем за испитивање већих геномских сегмената.
Најважнији научни допринос др Милене Стевановић представља учешће у открићу SOX гена који припадају фамилији транскрипционих фактора који су укључени у одређивање судбине ћелија и процесе диференцијације и који имају кључне улоге у контроли ембриогенезе и развића сисара. Ова истраживања су обухватала клонирање, одређивање структуре и експресије нових чланова фамилије SOX гена код човека, што је резултирало бројним публикацијама у реномираним часописима. Др Стевановић је била укључена у клонирање и карактеризацију 6 од укупно 17, до сада, описаних хуманих SOX гена, што представља значајан допринос анализи ове мултигенске фамилије код човека. Ова истраживања су показала да неки чланови фамилије SOX гена имају важну улогу у развићу нервног система сисара, док се мутације у SOX9 манифестују поремећајем у развићу коштаног система код људи.
Истраживачки тим под руководством др Стевановић бавио се и проучавањем механизама регулације експресије SOX гена. Ова истраживања су иницијано била усмерена на карактеризацију промотора хуманих SOX гена, која је обухватала утврђивање старта транскрипције, одређивање базалних промотора, као и структурну анализу регулаторних региона. Ова истраживања су довела до идентификације бројних општих и ткивно специфичних транскрипционих фактора који учествују у транксрипционој регулацији експресије SOX гена.
Знање и искуство стечено у основним истраживањима др Милена Стевановић је успешно применила у молекуларној дијагностици, тако да су истраживања из области молекуларне генетике нашла своју непосредну примену у медицини, ветерини и сточарству. Лабораторија којом руководи др
Стевановић једна је од ретких у нашој земљи која се годинама бави применом FISH-а у дијагностици микроделеционих синдрома (DиGeorge и Prader-Willi/Angelman), детекцији хромозомског мозаицизма, као и у детекцији реаранжмана хромозома који се не могу детектовати класичним методама цитогенетике. У сарадњи са бројним клиникама у земљи, резултати ових примењених истраживања публиковани су у водећим међународним часописима.
У области ветерине развијена је молекуларна дијагностику БЛАДа (адхезиона дефицијенција леукоцита говеда) и стресног синдрома свиња. Техника ланчаног умножавања ДНК (PCR) и полиморфизам дужине рестрикционих фрагмената (RFLP) примењене су и за одређивање генетичких варијанти протеина млека и селекцију пожељних варијанти -казеина и ß-лактоглобулина, које утичу на прерађивачке особине млека.
Била је ментор у узради 2 докторске и 7 магистарских теза, као и бројних дипломских радова.
Члан је Српског биолошког друштва (члан Извршног одбора), Друштва генетичара Србије, Националног комитета за биоетику УНЕСКО-ве комисије Републике Србије, као и Молекуларно биолошке и генетичке мреже источне Европе (енгл. Eastern European Molecular Biology and Genetics Network).
Др Милена Стевановић је и у периоду 2010–2016. године радила као научни саветник Института за молекуларну генетику и генетичко инжењерство (ИМГГИ) Универзитета у Београду и редовни професор Биолошког факултета Универзитета у Београду.

### Научни рад
Др Милена Стевановић је до сада објавила 55 научних радова, од чега је 33 рада објављено у међународним часописима са SCI листе. Неки од радова објављени су у најугледнијим и најутицајнијим часописима, као што су „Nature”, „Nature Genetics” и „Human Molecular Genetics”. Била је пленарни или секцијски предавач на домаћим и међународним скуповима и на скуповима је изложила и око 90 кратких саопштења. Према извештају Универзитетске библиотеке «Светозар Марковић» (базе података SCI и WoS) њени радови цитирани су у светској научној литератури 1.774 пута, а Хиршов индекс (h- индекс) је 13. У бази података SCOPUS (7. новембар 2016) пронађено је 2.012 цитата, док је Хиршов индекс (h-индекс) 14.

### Награде
Године 2004. је добила Прву награду Министарства науке и животне средине за најуспешније истраживаче у области биологије.
Године 2007. је добила Захвалницу за допринос развоју биологије и афирмације циљева Српског биолошког друштва.
Др Милена Стевановић добитница је Платинасте повеље за изванредан и драгоцен допринос развоју и унапређењу биолошких и сродних наука (2014) коју додељује Српско биолошко друштво.